# Савичи (Копыльский район)
Савичи (бел. Са́вічы) — деревня в Копыльском районе Минской области Беларуси. В составе Тимковичского сельсовета.

## География
Ближайшие населённые пункты Братково, Зараковцы, Конотопы, Рудное и др.

### Гидрография
Недалеко протекает река Томашёвка.

## История
В 1908 году в Тимковичской волости Слуцкого уезда Минской губернии.
До 28 мая 2013 года деревня входила в состав Великораевского сельсовета.

## Население

### Численность
- 2009 год — 35 жителей

### Динамика
- 1908 год — 57 жителей, 1 двор (имение Савичи); 295 жителей, 52 дворов (село Савичи)[3]
- 1999 год — 131 жителей (перепись населения)
- 2009 год — 35 жителей (перепись населения)[3]
- 2019 год — 21 жителей (перепись населения)

## Улицы
- Дачная
- Центральная

## Достопримечательность
- Братская могила
- Воинский обелиск
- Руины винокурни
- Рядом расположена усадьба Кляримонты, между д. Савичи и д. Конотопы
- Недалеко расположена могила Сымона и Алёны Войниловичи

### Утраченное наследие
- Церковь Троицы Живоначальной (год постройки между 1790 и 1830)

## Галерея

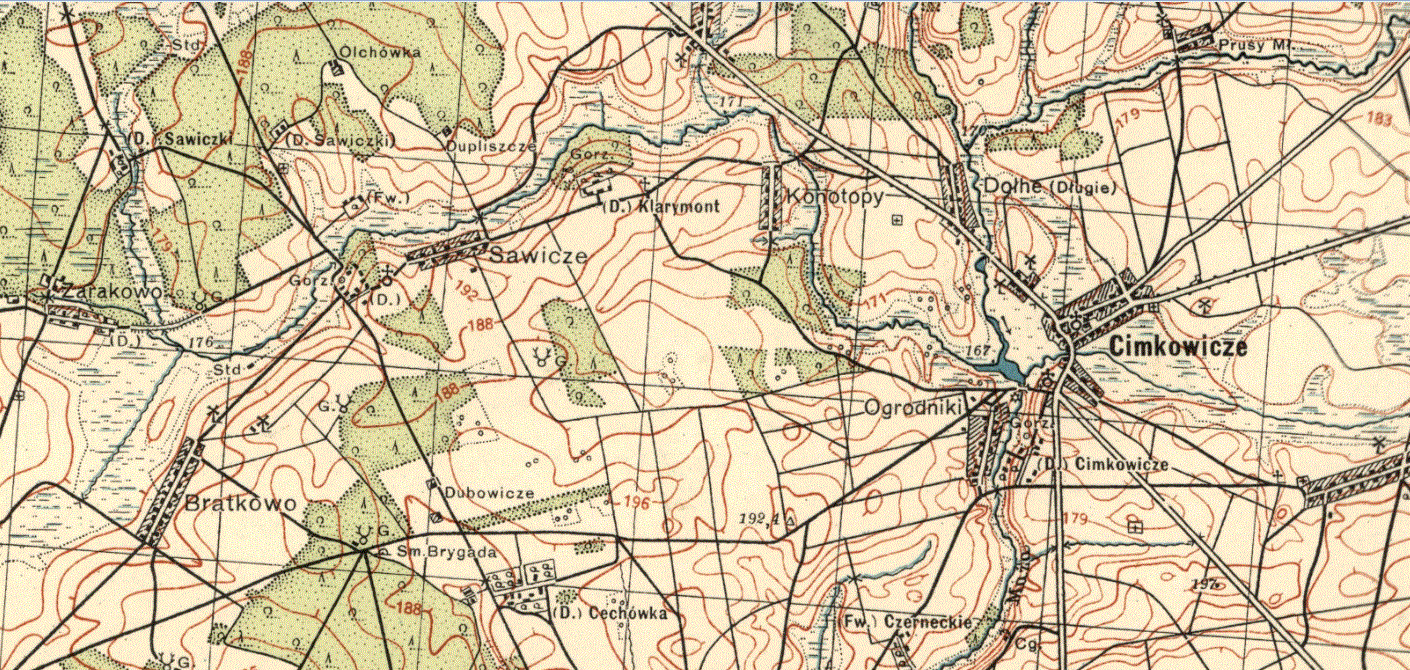
Савичи на старой карте
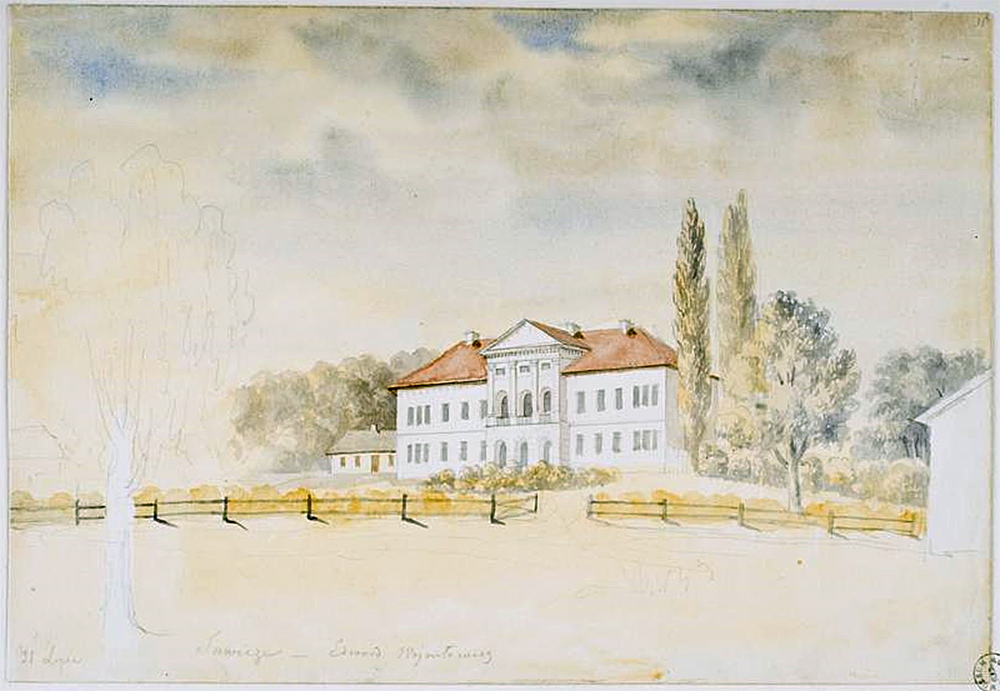
Усадьба Войниловичей. Н. Орда.
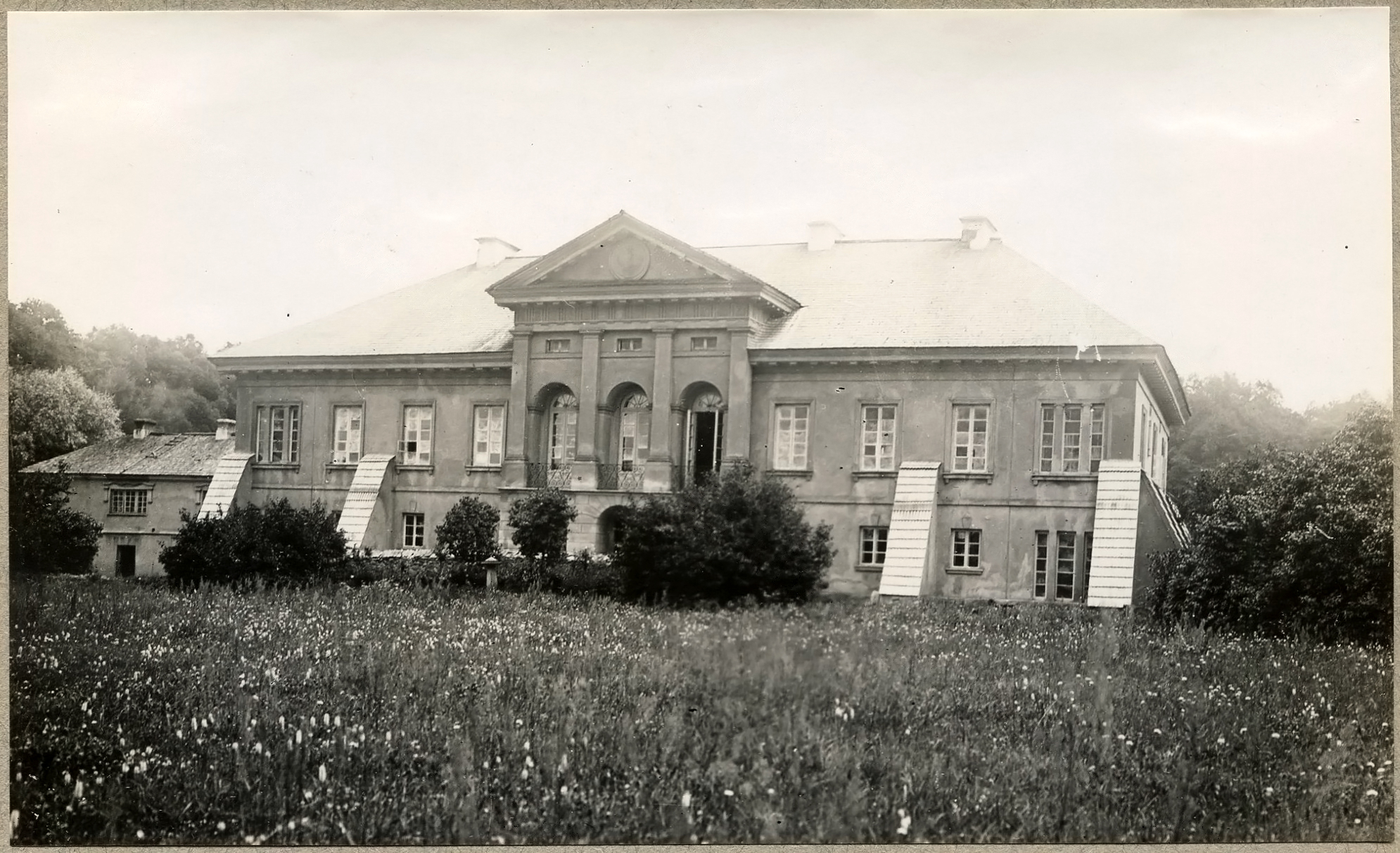
Усадьба Войниловичей
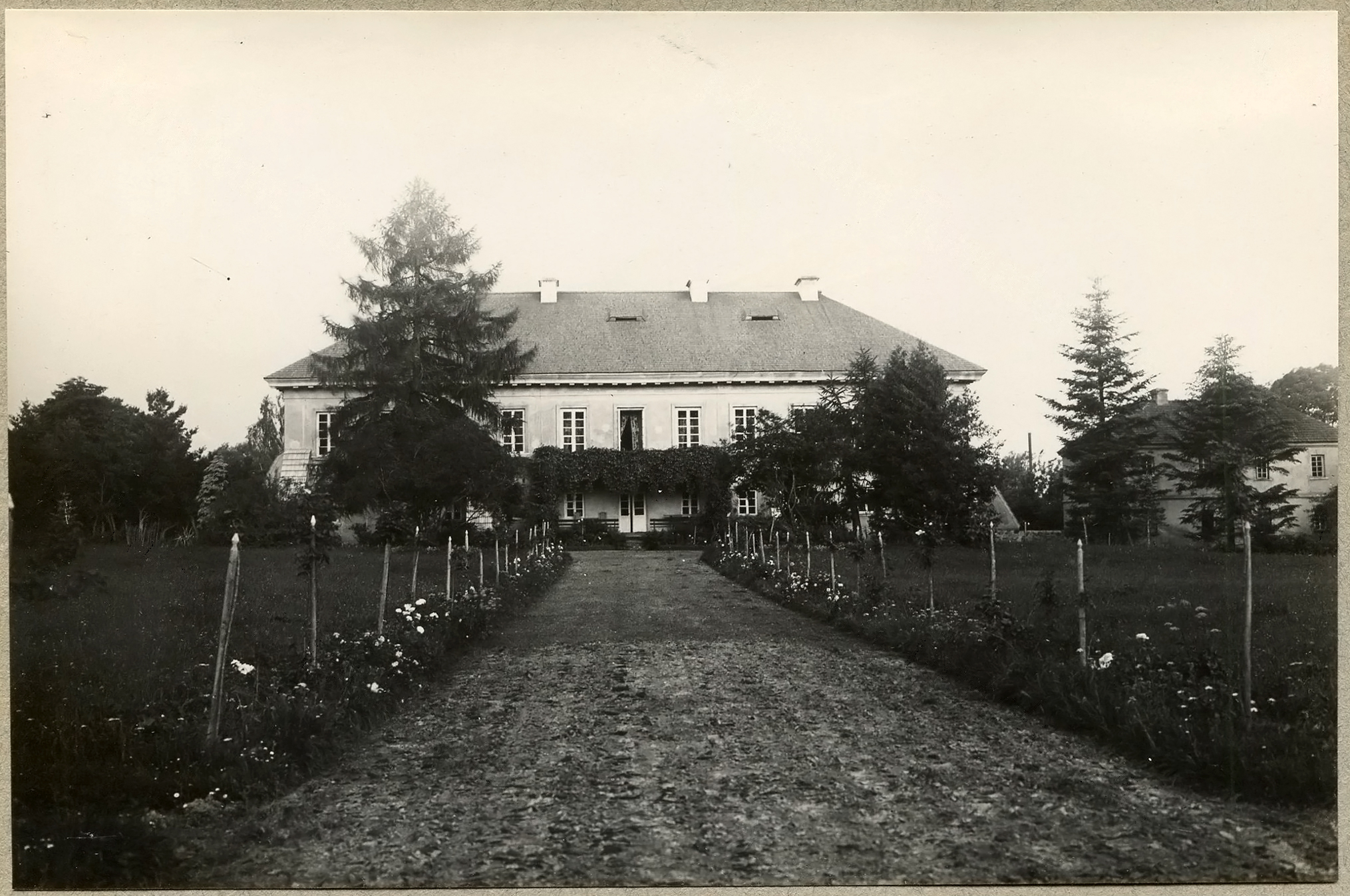
Усадьба Войниловичей
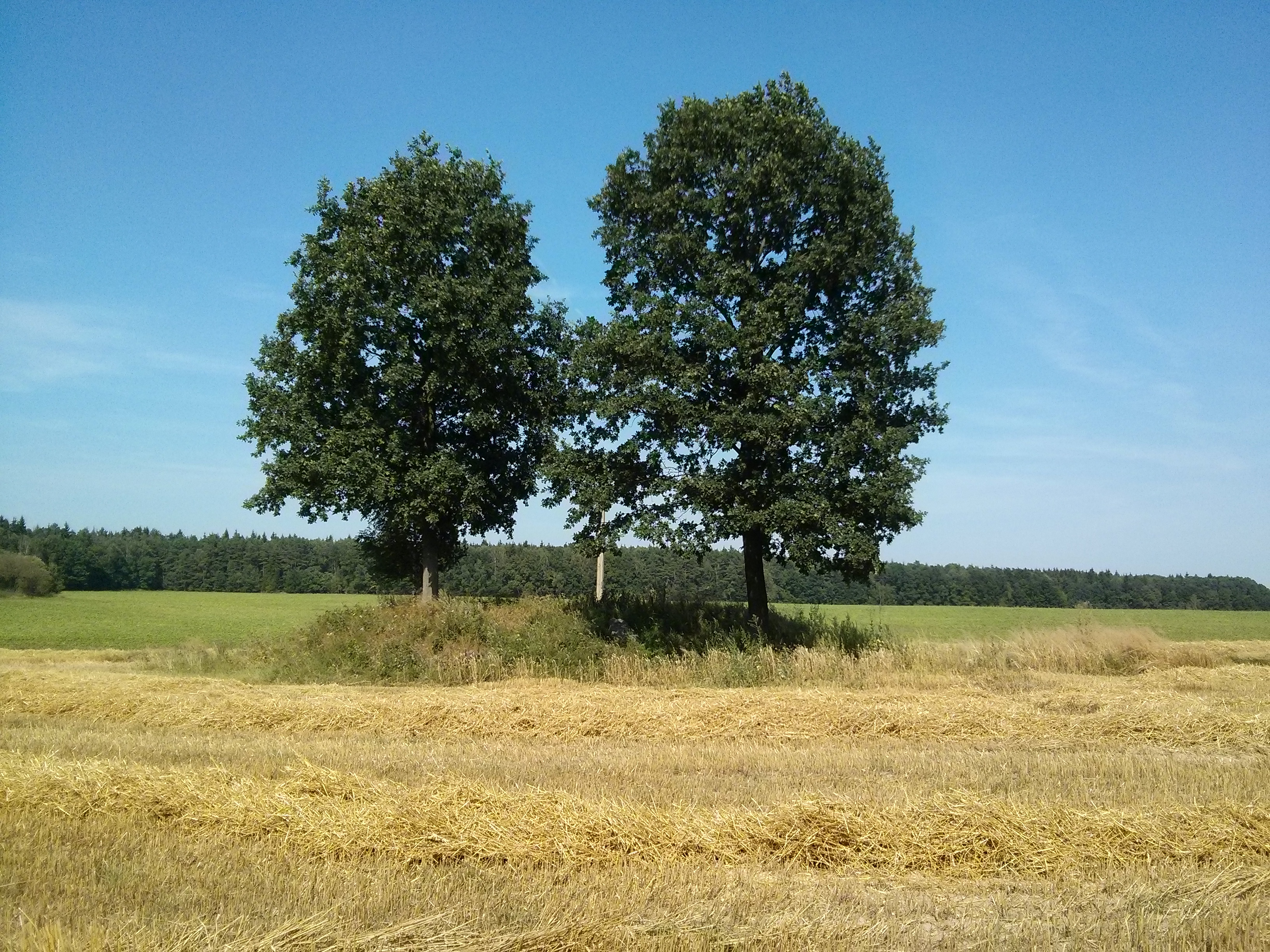
Фамильный курган Войниловичей
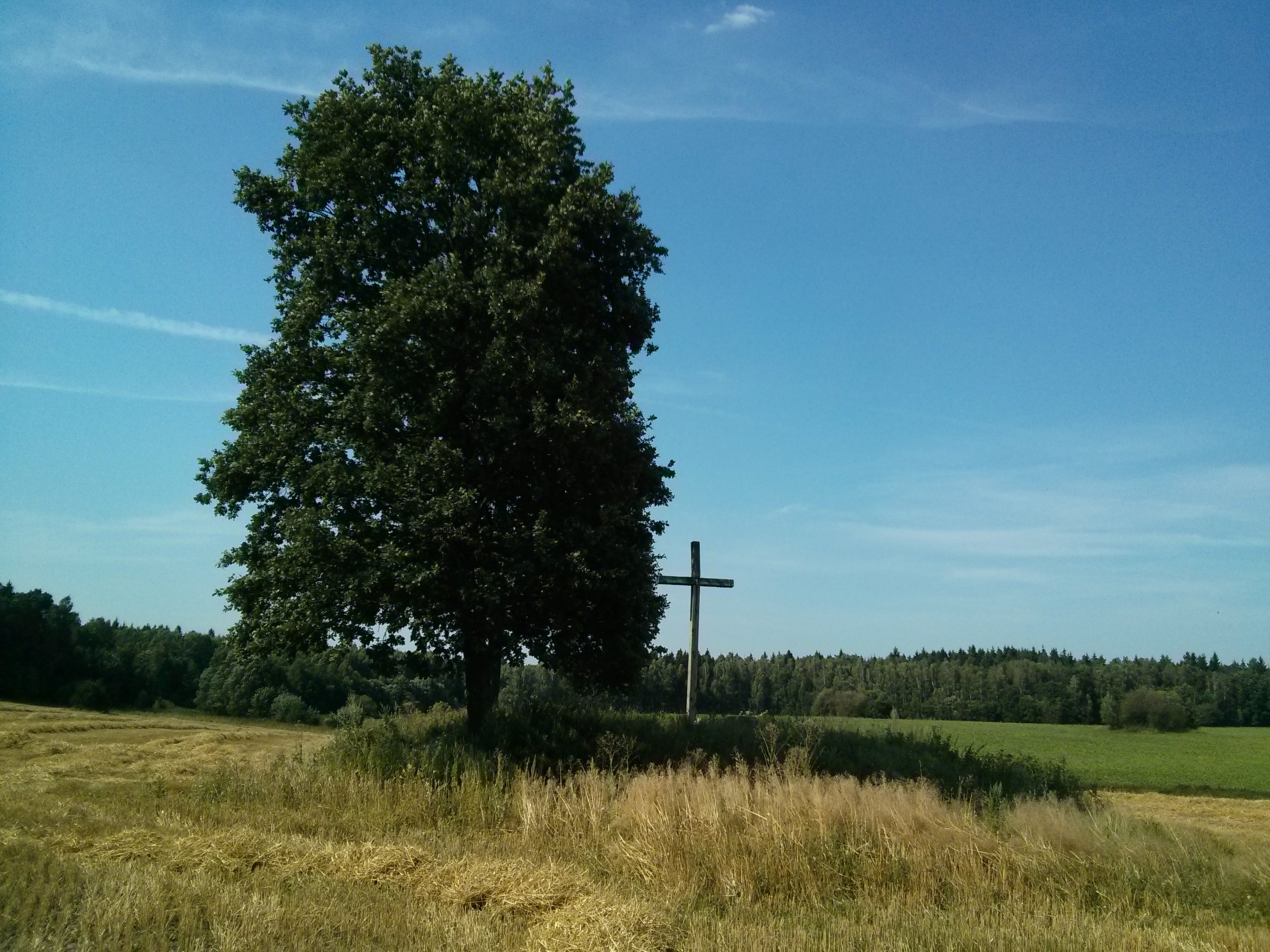
Фамильный курган Войниловичей
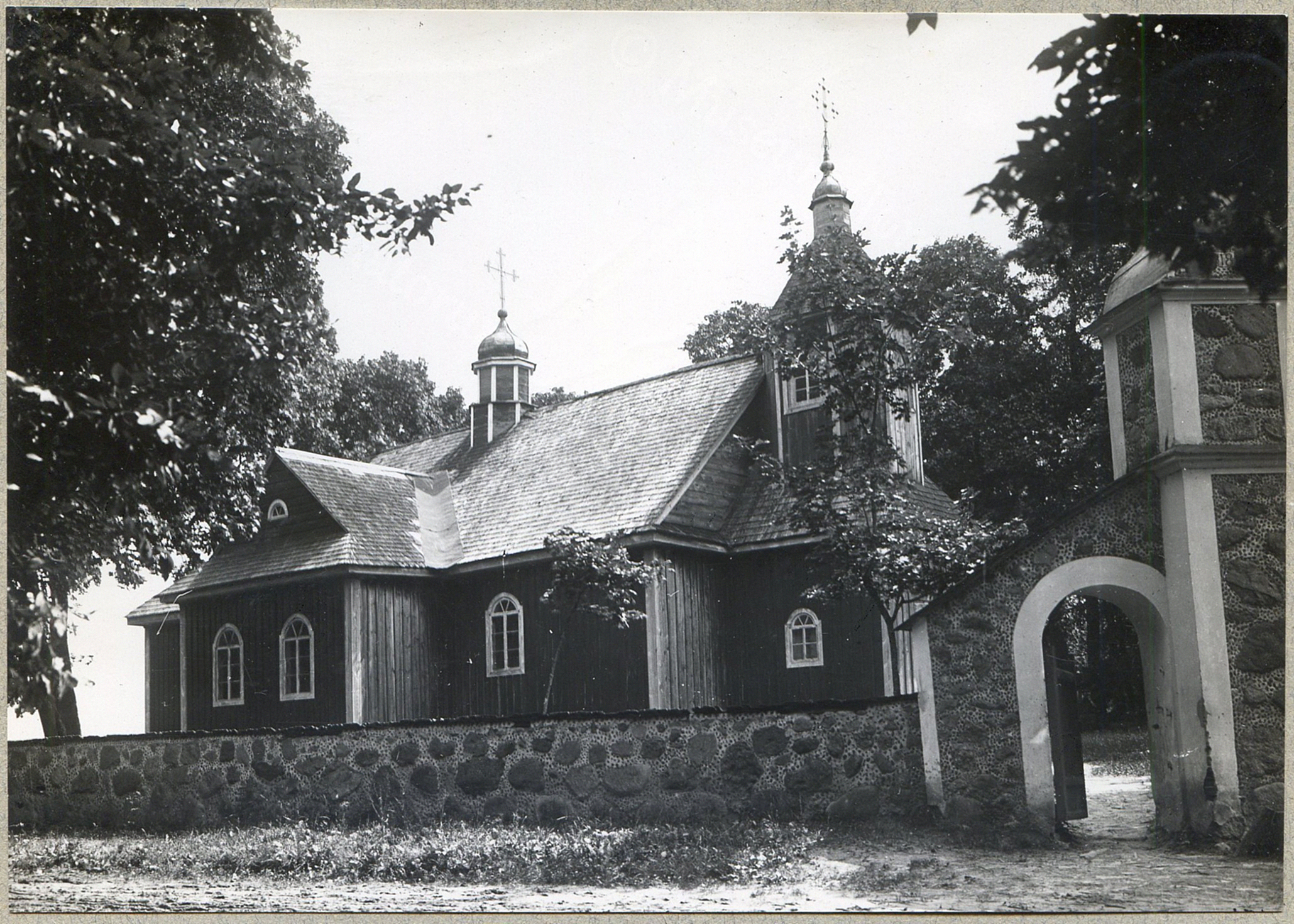
Церковь Троицы Живоначальной
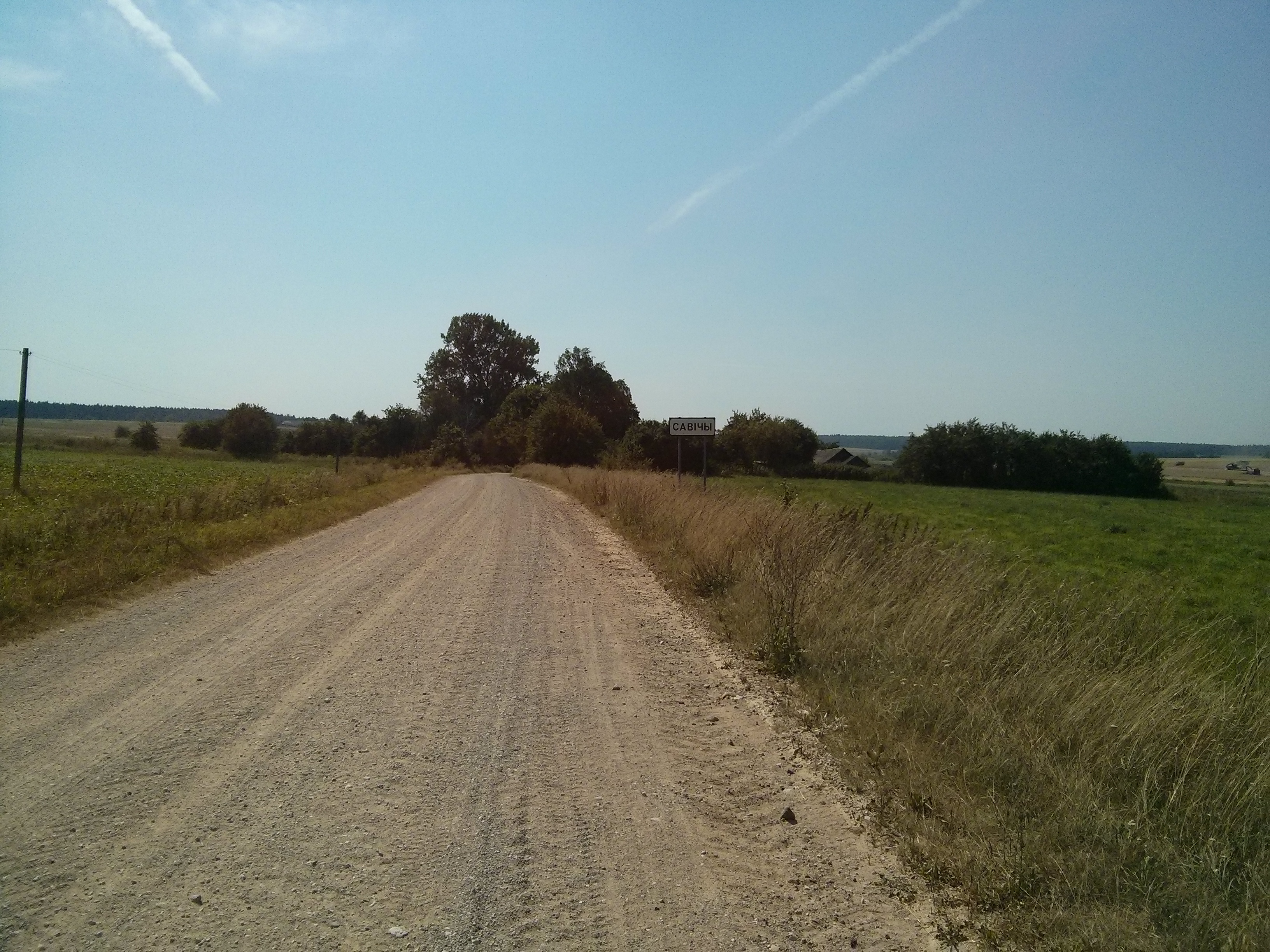
Панорама
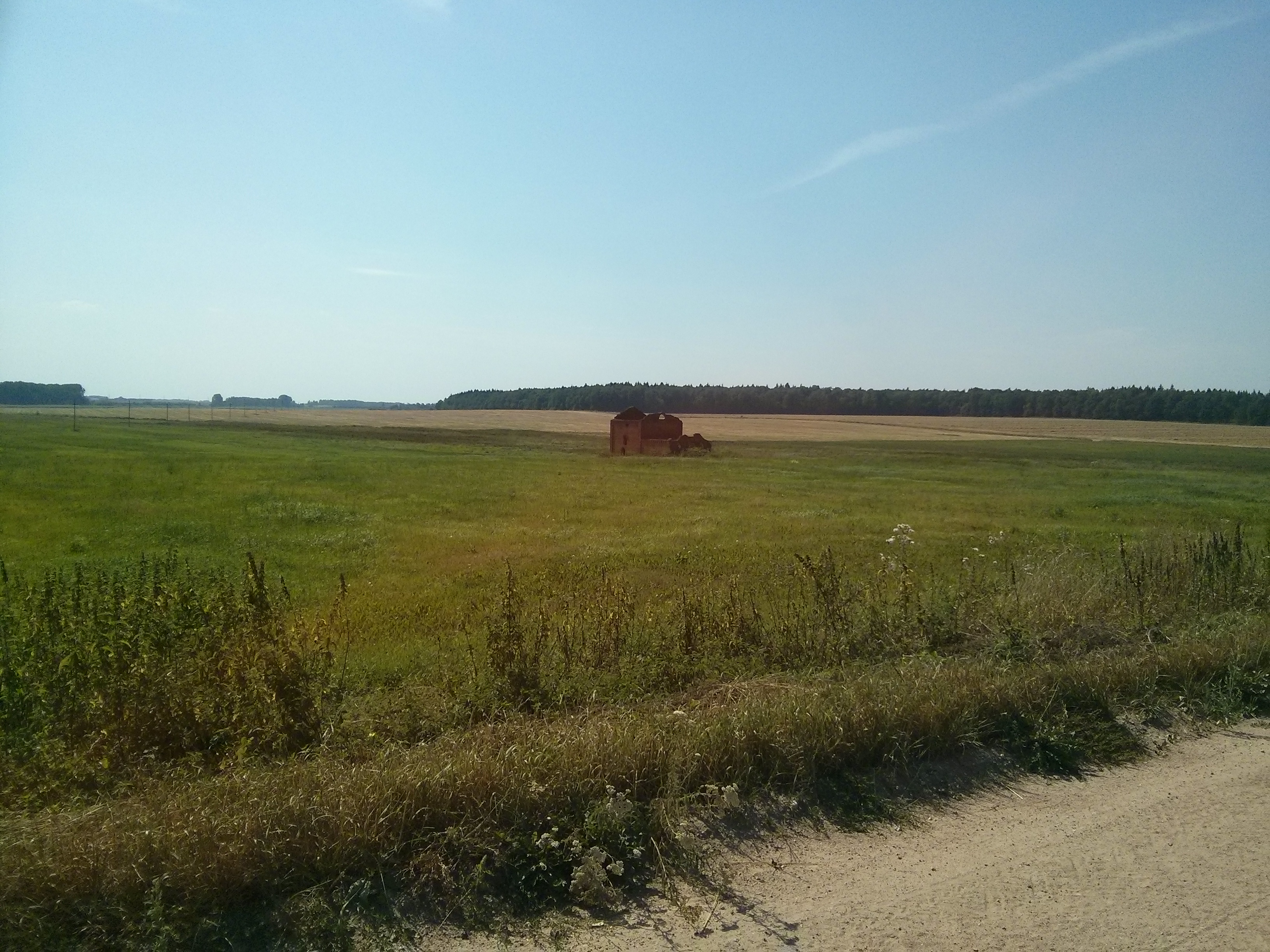
Руины винокурни
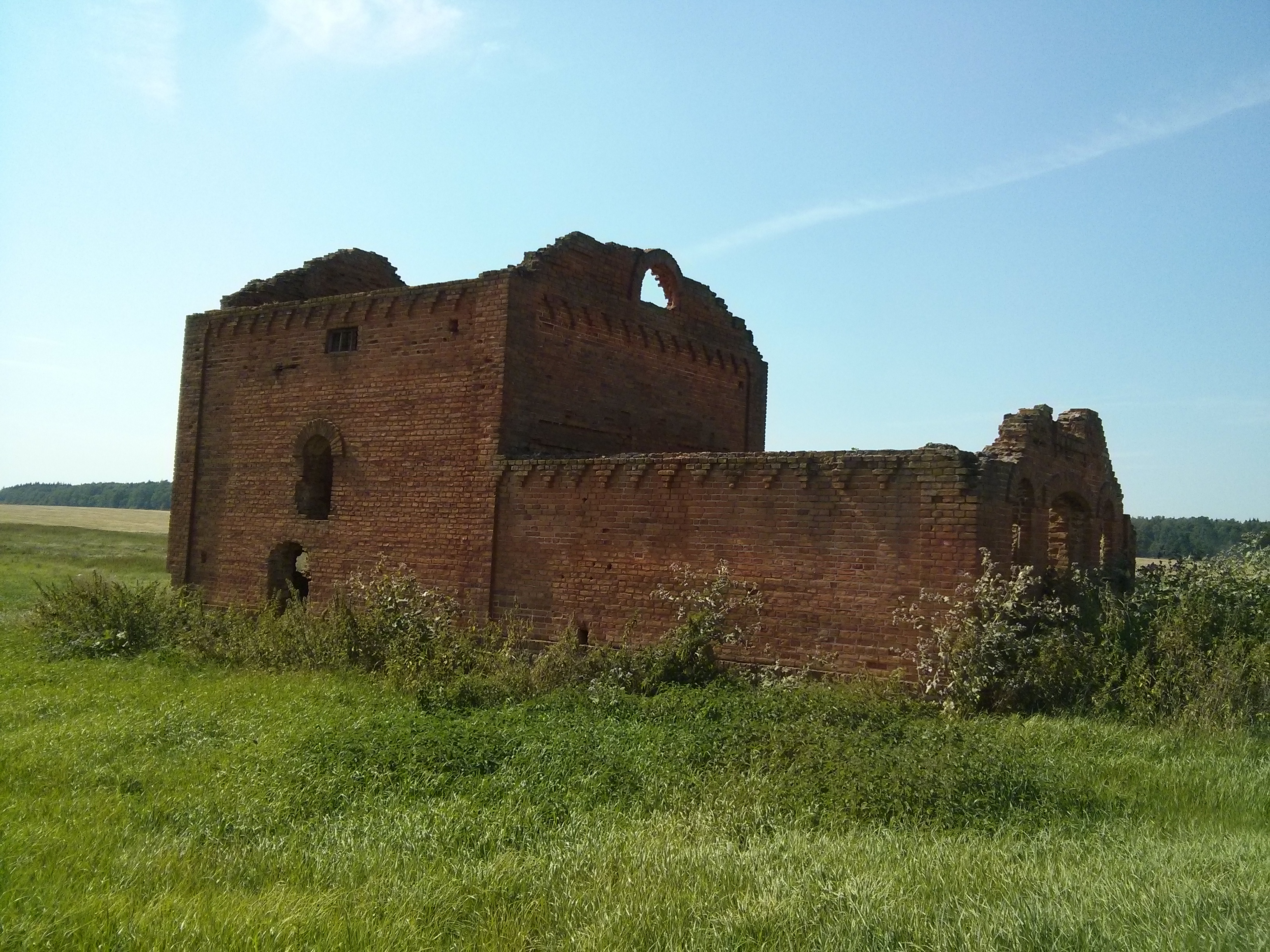
Руины винокурни